# أندرو لو
أندرو لو (بالإنجليزية: Andrew Law)‏ هو ملحن وكاتب أغاني أمريكي، ولد في 1749، وتوفي في 1821.

## وصلات خارجية
- أندرو لو على موقع IMDb (الإنجليزية)
- أندرو لو على موقع ميوزك برينز (الإنجليزية)
- أندرو لو على موقع ديسكوغز (الإنجليزية)